# Palazzo Kornjakt
Palazzo Kornjakt (in ucraino Палац Корнякта?; in russo Дворец Корнякта?) è un edificio monumentale in piazza del Mercato a Leopoli in Ucraina che risale al XVI secolo.

## Storia

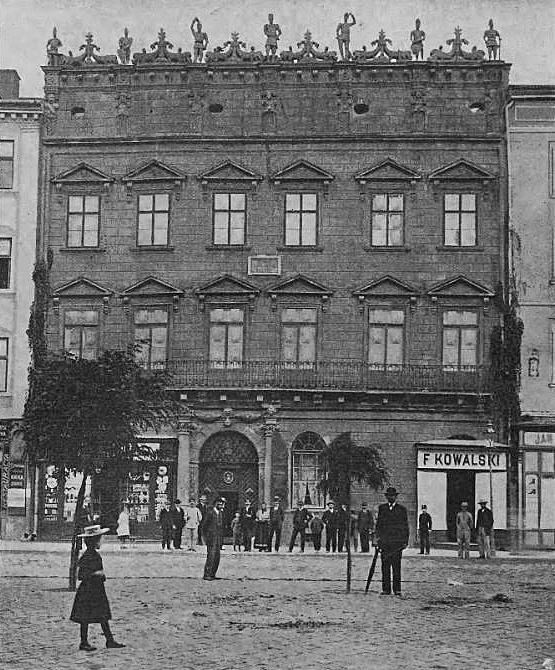
Palazzo Kornjakt all'inizio del XX secolo.

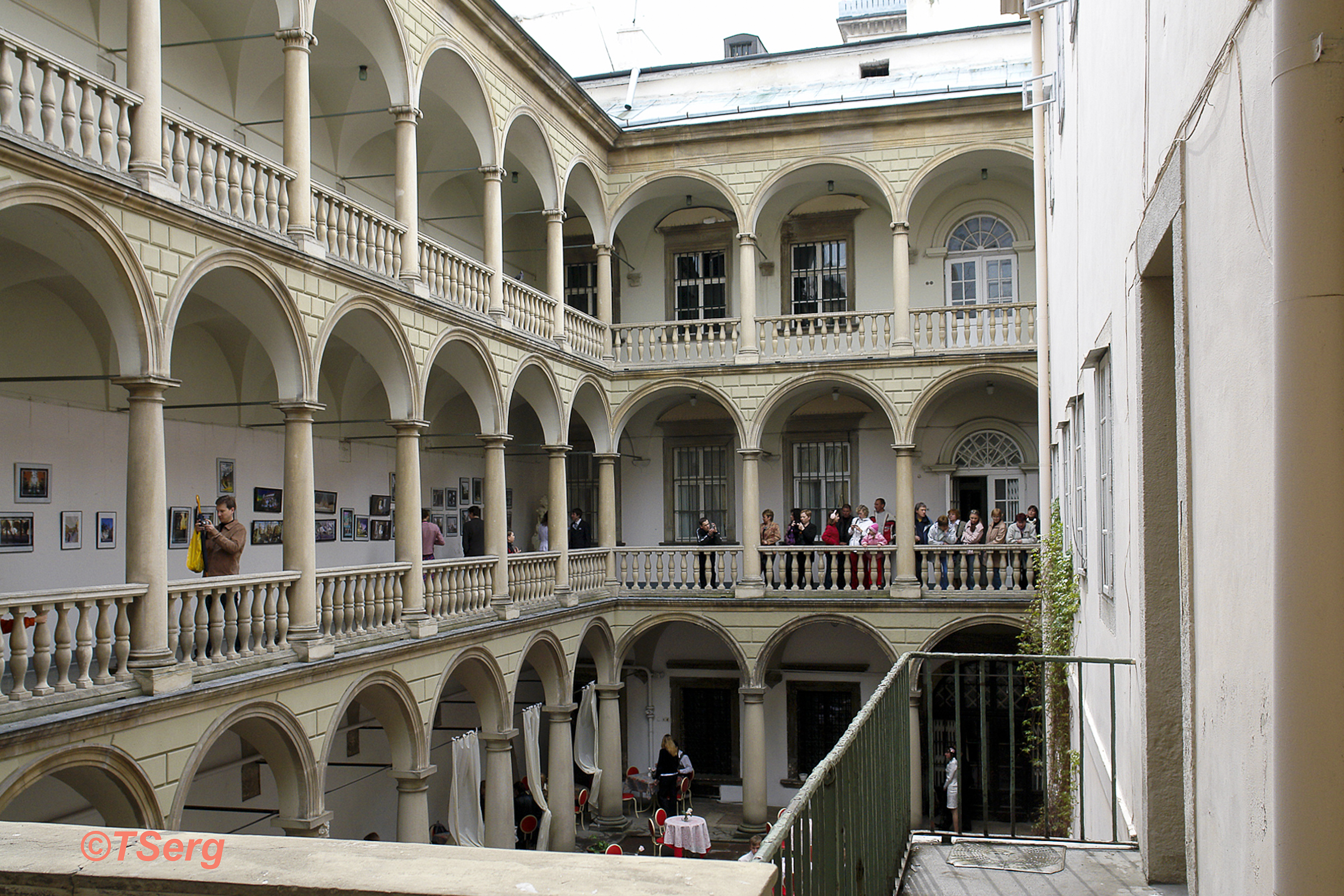
Cortile interno

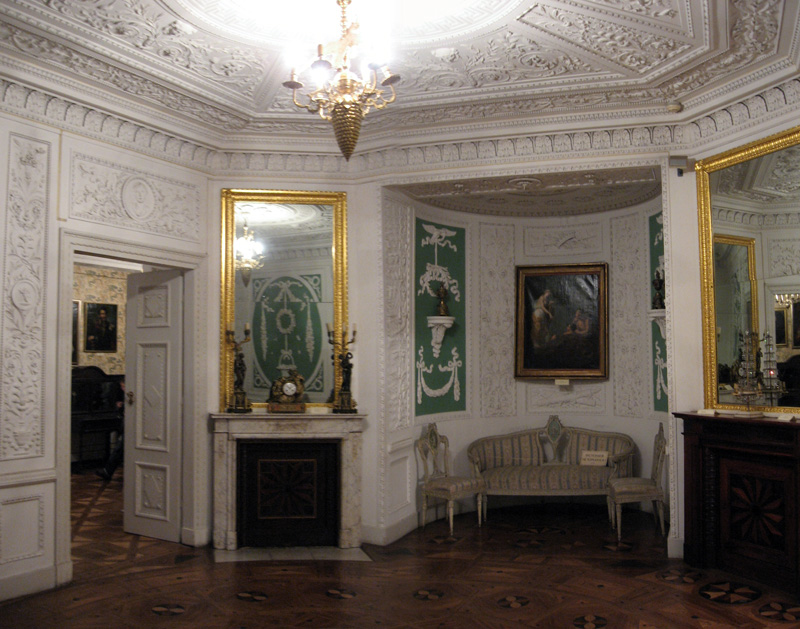
Sala delle udienze

Il palazzo Kornjakt venne originariamente costruito dall'architetto polacco Piotr Barbon per il mercante Konstanty Korniakt, un fedele alla Chiesa greco-ortodossa legato alla Confraternita della Dormizione di Leopoli. Il cantiere venne chiuso nel 1580.
Ladislao IV Vasa vi prese dimora dopo la morte di Korniakt poi, nel 1640, l'edificio fu acquistato da Jakub Sobieski quindi ereditato dal figlio, il re Giovanni III Sobieski. Il sovrano polacco-lituano lo rese degno di una reggia principesca con grandi sale e ricchi arredi. Nelle sue stanze venne firmato il Trattato di Pace Eterna tra i rappresentanti del Regno russo e della Confederazione polacco-lituana che portava alla divisione dell'Ucraina in due parti. 
Nel 1908 il palazzo divenne sede museale e dal 1939 fu la prima sede del nuovo Museo storico di Leopoli.

## Descrizione

### Esterni
L'edificio si trova nel centro storico di Leopoli e si affaccia sulla piazza del Mercato. Rappresenta un esempio di architettura tardo rinascimentale cittadina e conserva tratti da residenza principesca. Il cortile interno è arricchito da portici sui tre piani.

### Interni
All'interno le sale sono ampie e riccamente decorate. L'utilizzo come spazio museale permette di conservarvi mobili preziosi, orologi, porcellane e una collezione di argenti e vetri artistici.